# Куриловка (Лебединский район)
Куриловка (укр. Курилівка) — село,
Рябушковский сельский совет,
Лебединский район,
Сумская область,
Украина.
Код КОАТУУ — 5922988203. Население по переписи 2001 года составляло 109 человек.

## Географическое положение
Село Куриловка находится у истоков реки Ольшанка,
ниже по течению на расстоянии в 1 км расположено село Ольшанка.
Рядом проходит железная дорога, станция Рябушки в 3-х км.